# İlhan Berk
İlhan Berk (Manisa, 18 de noviembre de 1918 – 28 de agosto de 2008) fue un poeta turco. Fue una figura predominante en la escena postmoderna de la poesía turca (llamada, "İkinci Yeni"; "La segunda nueva generación") y muy influyente en el círculo literario turco.

## Biografía
Berk recibió recibió formación docente en Balıkesir. Se graduó en el Departamento de Lengua Francesa de la Universidad Gazi en Ankara. Entre 1945 y 1955, Berk ejerció como profesor. Posteriormente comenzó a trabajar para la editorial del Ziraat Bank como traductor (1956-1969). Se especializó en la traducción de poesía, especialmente traduciendo al turco obras de Arthur Rimbaud y Ezra Pound. En sus últimos años, Berk residió en Bodrum donde murió el 28 de agosto de 2008.

## Poesía
La poesía de Berk evolucionó desde el enfoque de un socialista épico hasta la visión onírica de un individuo lírico y erótico. Hizo visible el "objeto" en su gloria y pretendió descomponer el significado. La poesía de Berk tiene sus raíces en la mitología y es una síntesis de las tradiciones poéticas occidentales y orientales, pero logra crear un enfoque único y posmoderno. Peter Riley, en un análisis del trabajo de Berk publicado en The Fortnightly Review, sugiere que el poeta a veces "lleva la poesía hasta un extremo en el que ya no puede funcionar como lenguaje". Historia, geografía, artes visuales, ciudades como Estambul, París y Ankara, alimentan la poesía de Berk y, sus temas se apoyan en un amplio vocabulario que incluye palabras coloquiales y también muy específicas, como Términos musicales y nombres locales de plantas.

### Poesía
- Güneşi Yakanların Selamı (1935)
- Istanbul (1947)
- Günaydın Yeryüzü (1952)
- Türkiye Şarkısı (1953)
- Köroğlu (1955)
- Galile Denizi (1958)
- Çivi Yazısı (1960)
- Otağ (1961)
- Mısırkalyoniğne (1962)
- Âşıkane (1968)
- Taşbaskısı (1975)
- Şenlikname (1976)
- Atlas (1976)
- Kül (1978)
- İstanbul Kitabı (1980)
- Kitaplar Kitabı (1981)
- Deniz Eskisi (1982)
- Delta ve Çocuk (1984)
- Galata (1985)
- Güzel Irmak (1988)
- Pera (1990)
- Dün Dağlarda Dolaştım Evde Yoktum (1993)
- Avluya Düşen Gölge (1996)
- Şeyler Kitabı Ev (1997)
- Çok Yaşasın Sayılar (1999)

## Premios
- 1979 Premios de la Asociación Turca de Literatura
- 1980 Premio Behçet Necatigil de Poesía
- 1983 Premio Yeditepe de Poesía
- 1988 Premio Sedat Simavi de Literatura